# Многофункциональный комплекс на участке № 20 в «Москва Сити»
Многофункциональный комплекс на участке № 20 в «Москва Сити» — планируемый к строительству 60-этажный небоскрёб площадью 179,6 тыс. м². В настоящее время участком владеет компания Solvers Estate, которая также построила в «Москва-Сити» небоскрёб «Империя». Сроки реализации проекта на 20-м участке неизвестны.

## История реализации проекта
В интервью газете «Ведомости» в июне 2014 года владелец Solvers Estate Олег Малис сообщил, что на 20-й участок в «Москва-Сити» его компания уже получила градостроительный план земельного участка на 180 тыс. м². На тот момент сумму инвестиций в проект Олег Малис оценил в $400 млн только в строительную часть. По его же словам, на одном из этажей предполагалось отдать всё пространство под общественную зону, где расположится зимний сад с регулируемым круглогодичным микроклиматом, включающий в себя зону кафе, прогулочные и беговые дорожки, лес, зону для пикников. В конце декабря 2015 года газета «Ведомости» сообщила о ведущихся переговорах со строительной корпорацией «Гефест» касательно строительства небоскрёба. Инвестиции в проект оценивались уже в $300 млн. По информации газеты, строительство предполагалось закончить в конце 2018 года, однако к этому времени проект так и не был реализован.
В конце 2024 года участок выкупил столичный девелопер Sezar Group. Он строит в «Москва-Сити» башни «Moscow Towers». С приобретением участка Sezar получил все разрешительные документы на прежний проект – 60-этажный небоскрёб площадью ~179 тыс. м².